# هارتبیت
هارتبیت (انگلیسی: Heartbeat) شرکت بازی ویدئویی ژاپنی است، که در سال ۱۹۹۲ تأسیس شد.